# Biserica lipovenească din Rădăuți

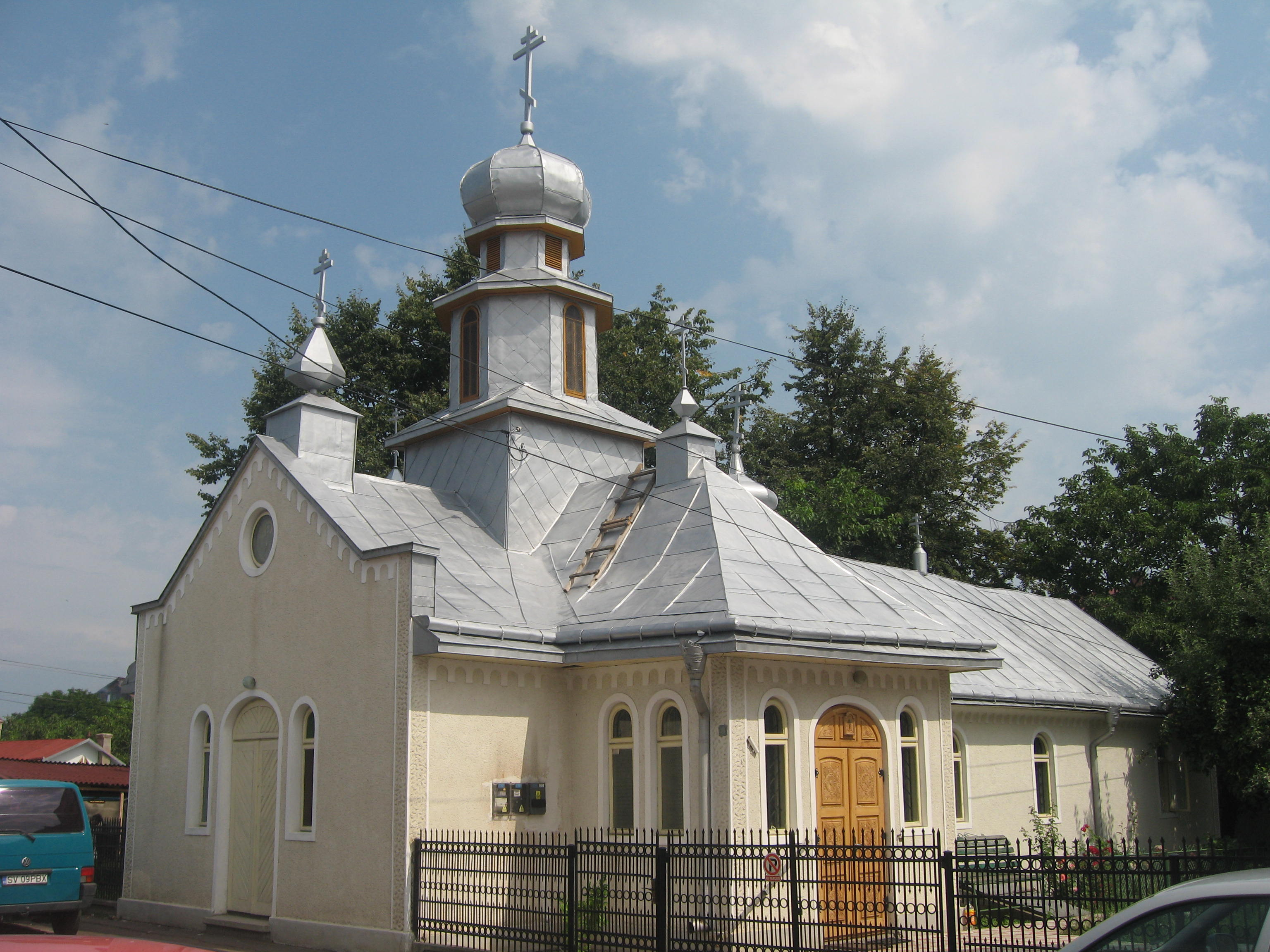
Biserica lipovenească din Rădăuţi.

Biserica lipovenească din Rădăuți este o biserică a creștinilor de rit vechi (ruși staroveri) din orașul Rădăuți, care a fost construită în anul 1900. Biserica lipovenească se află pe str. Libertății nr. 8, lângă piața centrală a localității. 
Hramul bisericii este sărbătoarea Sf. Vasile cel Mare (1/14 ianuarie).

## Scurt istoric
Primii lipoveni (ruși staroveri) au venit în Moldova pe la jumătatea secolului al XVIII-lea, fiind alungați de către ruși din cauza faptului că s-au opus reformei bisericești inițiate de către țarul Alexei Mihailovici Romanov (tatăl lui Petru cel Mare) și de patriarhul Nikon al Rusiei (1652–1658), reformă cunoscută sub denumirea de raskol. Reforma, care viza modificarea ritualului bisericesc, a început în anul 1654 și a fost adoptată de Soborul Bisericii Ortodoxe Ruse în anul 1667. Cu timpul au reușit să devină tolerați și chiar să obțină unele mici privilegii de la cârmuire și de la mitropoliții țării. 
Strămoșii lipovenilor au ajuns până la poalele obcinilor carpatine, în orașul Rădăuți. Comunitatea a continuat să-și păstreze cu strictețe tradițiile religioase. La recensământul din 1900, în oraș locuiau 56 lipoveni.
Biserica lipovenească din Rădăuți a fost construită în anul 1900, lângă piața agroalimentară a orașului.  Aici a slujit preotul Feodor Mihailov, actualmente pensionar. În anii ’80 ai secolului al XX-lea, ponomarul (psalmierul) Ivan Timofeiov, originar din Fântâna Albă, a făcut eforturi și a dotat biserica cu clopote.
În anul 1930, la Rădăuți locuiau doar 15 credincioși lipoveni, care reprezentau o pondere de 0,08% din populația de 16.788 locuitori a orașului.
La 1/14 ianuarie 2008, la hramul bisericii din Rădăuți a sosit PS Nafanail Ichim, episcopul Moldovei, însoțit de diaconul Ioan Avdei, precum și preoți staroveri de la alte biserici din Moldova: Nichita Ichim din Târgu Frumos, Tit Țapoc din Brătești, Ghiorghi Agapov din Climăuți (care a venit cu câțiva săteni). La predică, episcopul Nafanail a evocat personalitatea Sf. Vasile cel Mare, remarcând faptul că numărul celor veniți la slujbă a sporit și apreciind efortul și măiestria „kliroșanilor” (cântăreți în strană) rădăuțeni. A urmat binecuvântarea mesei cu bucate, la care au fost poftiți
pelerini și localnici. 
În prezent, Biserica lipovenească din Rădăuți îl are ca preot-paroh pe Petru Anisimov. 

## Obiecte de patrimoniu
În patrimoniul bisericii se află obiecte de patrimoniu (icoane, cărți bisericești, veșminte, cruci) a căror vechime este de până la 600 de ani.
Biserica lipovenească din Rădăuți a fost prădată de hoți în noaptea de 16 spre 17 ianuarie 2001. Furtul fusese plănuit de o bandă de infractori cu câteva zile mai înainte. Au fost sustrase mai multe obiecte de cult, respectiv icoane, cruciulițe sau cărți bisericesti. Din întâmplare, unul dintre hoți (Fănel Stroia din Reșița) a fost prins de o patrulă a Poliției Rădăuți chiar în momentul în care sărea gardul bisericii cu o geantă plină cu mai multe obiecte de cult. Alți doi hoți nu au putut fi prinși, iar 7 icoane și o cruciuliță din aluminiu nu au mai putut fi recuperate. Valoarea totala a lucrurilor furate a fost estimată la circa 200 de milioane de lei vechi. Obiectele furate urmau să fie vândute unei rețele de valorificare din sudul țării. 

## Imagini

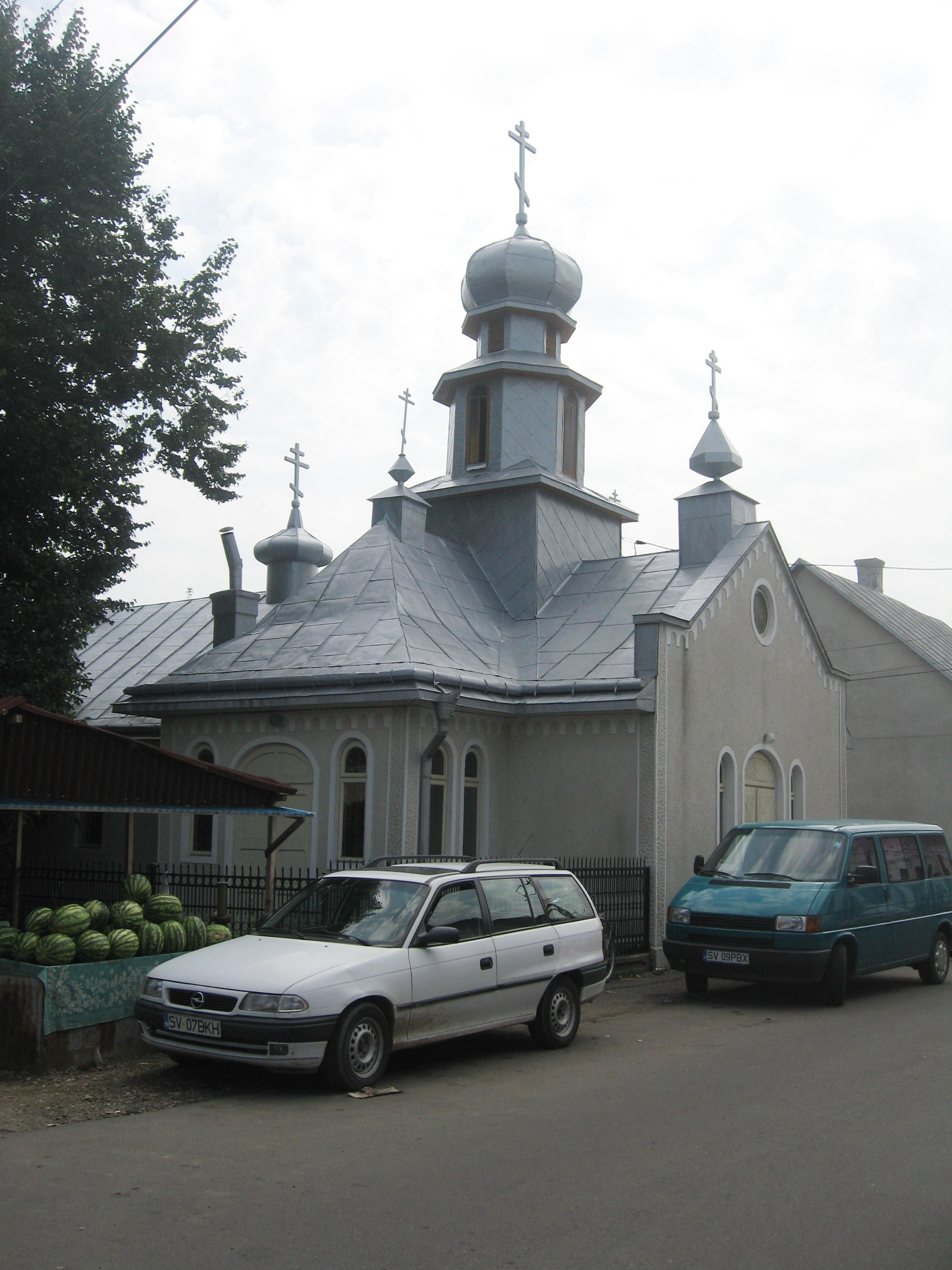
Biserica lipovenească din Rădăuţi
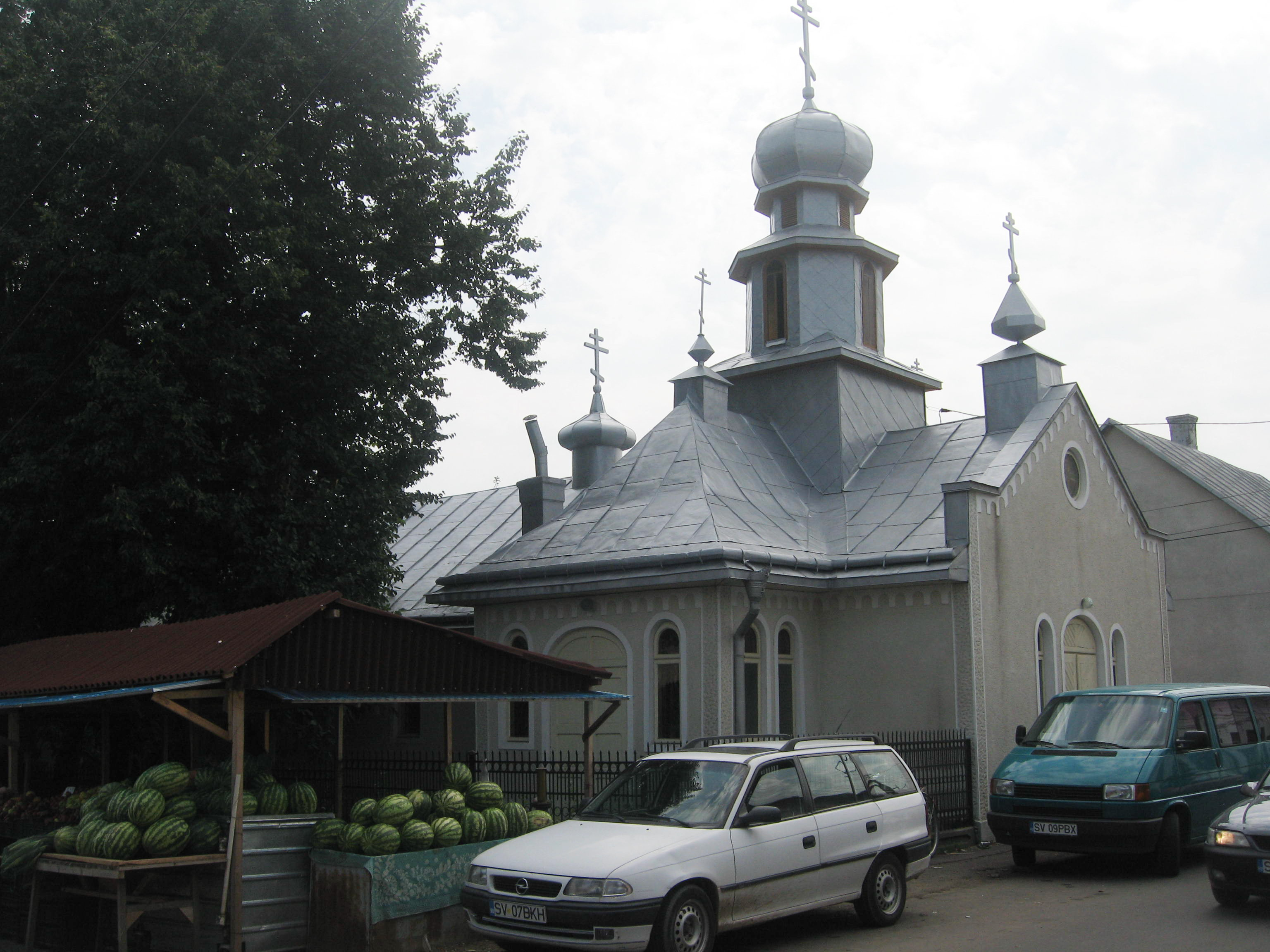
Biserica lipovenească din Rădăuţi
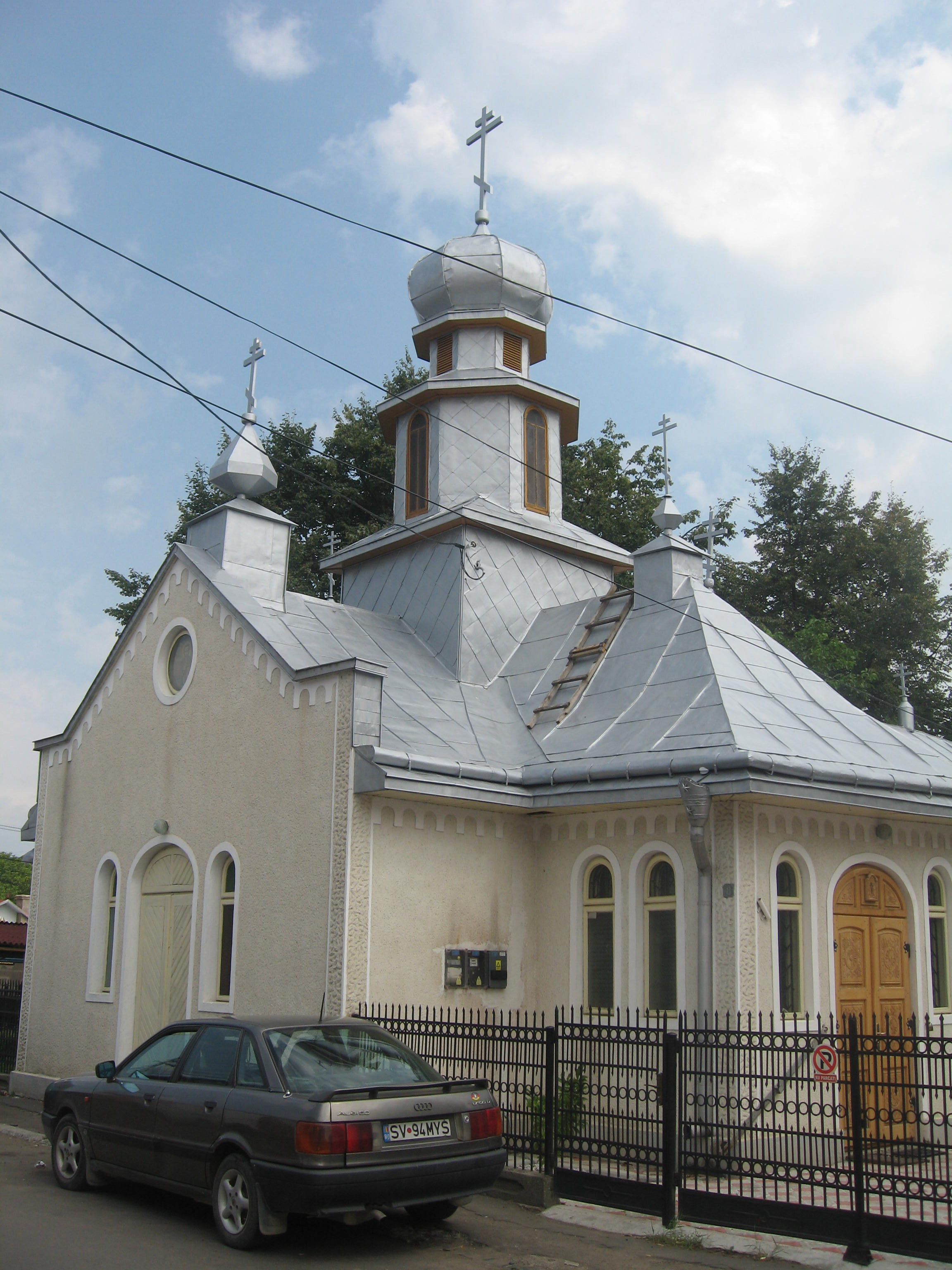
Biserica lipovenească din Rădăuţi
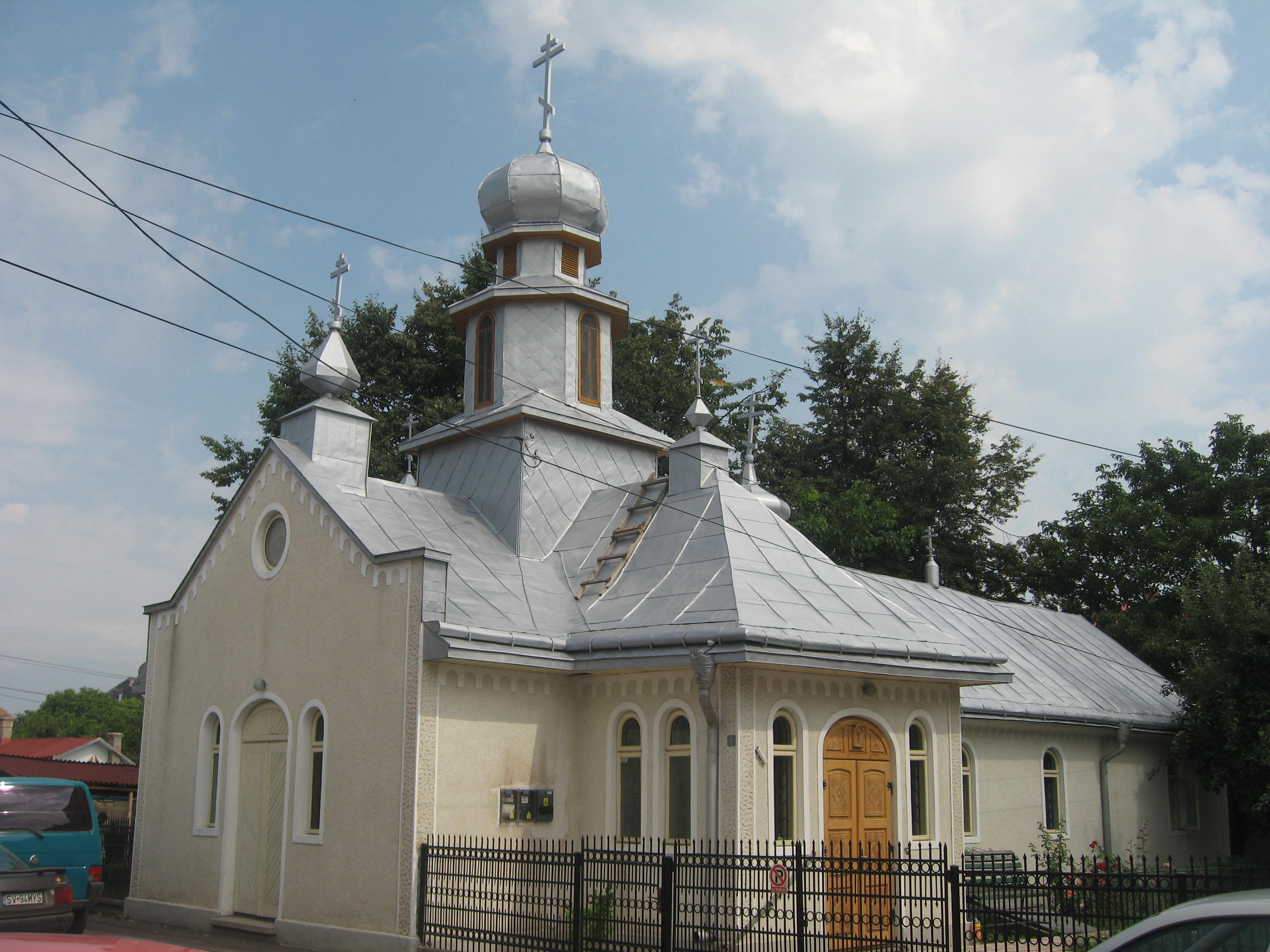
Biserica lipovenească din Rădăuţi